# H. H. Scott

Logo der Firma Audioscott

H. H. Scott (oder Audio Scott) war ein US-amerikanischer Hersteller von hochwertigen Hi-Fi-Geräten und gilt als Wegbereiter des Hi-Fi. Seit 1985 gehört die Firma zur Emerson Radio Corp.

## Geschichte

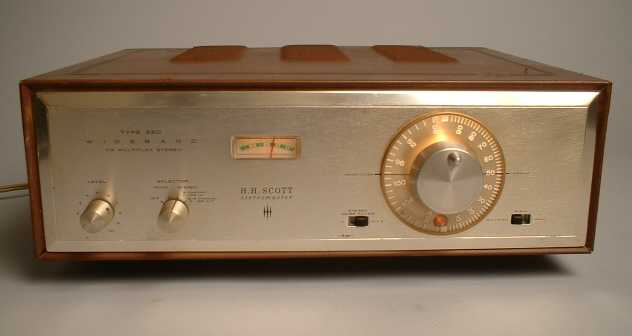
Scott 350

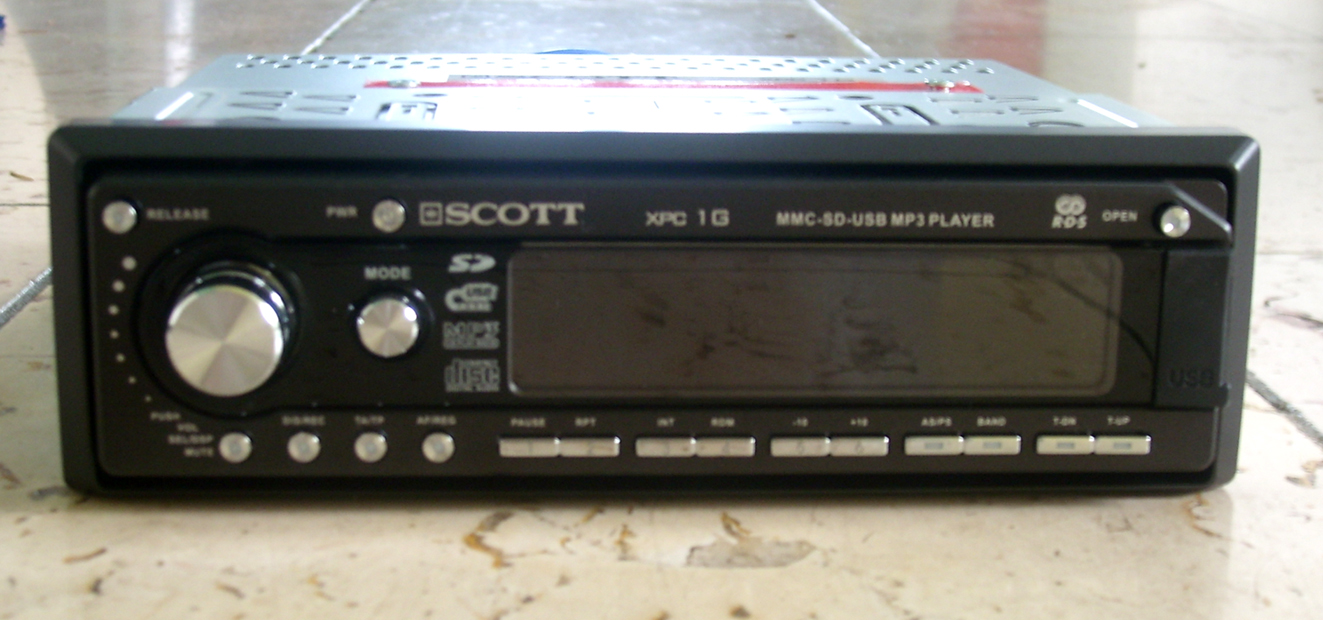
Autoradio Scott XPC 1G

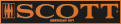
Historisches Logo

Hermon Hosmer Scott gründete 1946 H. H. Scott, Inc. Der Markenname diente zur Abgrenzung von E. H. Scott, der „Scott Radio Company of Chicago“. Ein Jahr später wurden der Scott Dynaural Vorverstärker und der erste HiFi-Verstärker vorgestellt. Scotts Geräte erlaubten den Radiosendern erstmals, mit der Dynaural-Rauschunterdrückung auf Schallplatte und Tonband gespeicherte Musik originalgetreu und fast rauschfrei zu übertragen. 1952 führte H. H. Scott den integrierten Verstärker der ersten sogenannten „schlanken Linie“, den TYP Scott 99-A ein, zwei Jahre später folgte der weltweit erste Breitbandtuner, UKW und Mittelwelle (FM/AM). 1958 wurde die Produktfamilie Stereomaster vorgestellt. Scott war 1966 der erste HiFi-Hersteller, der in den FM-Tunern Transistoren verwendete. Weitere innovative Geräte folgten in den 1970er Jahren.
H. H. Scott, Inc. wurde 1985 von der Emerson Radio Corp. aufgekauft. 1999 erwarb die Alfa Group, eine in Hong Kong ansässige Industrie- und Finanzgesellschaft, die Nutzungsrechte der Marke Scott. Wie auch die Marke Tamashi, wird sie in Europa von SOCRIMEX hauptsächlich über die Metro AG vertrieben.
In Anbetracht des hohen Anschaffungspreises sind klassische Geräte von H. H. Scott bereits zu Bauzeiten selten gewesen und erzielen heute noch bei Sammlern sehr hohe Preise.